# 工藤良麻
工藤 良麻（くどう りょうま、1989年9月30日 - ）は、トップイーストリーグDiv.1BIG BLUESに所属するラグビー選手。

## プロフィール
- 熊本県出身[1]。
- ポジションはスクラムハーフ(SH)、センター(CTB)、フルバック(FB)。
- 身長 172cm、体重 77kg

## 略歴
帯山中学校出身である。
2008年、東福岡高校卒業後、立命館大学に入る。
2012年、立命館大学卒業後、ヤマハ発動機ジュビロに加入。同年12月1日に行われたジャパンラグビートップリーグ第9節の東芝ブレイブルーパス戦に途中出場で公式戦初出場を果たす。 
2016年、ヤマハ発動機ジュビロを退団した。
2017年、マレーシアのコブララグビークラブに入団。マレーシア初の日本人プロラグビー選手となる。
2019年、BIG BLUESに加入。